# Shefqet Nebih Gashi
Shefqet Nebih Gashi (1927 - ) was een Joegoslavisch politicus van de partij Liga van Communisten van Kosovo (Savez Komunista Kosovo (i Metohija), SKK), de toen enige politieke partij van Kosovo.
Van mei 1983 tot mei 1985 was hij president van het presidentschap in de Socialistische Autonome Provincie Kosovo, de naam van Kosovo tussen 1974 tot 1990 als onderdeel van de republiek Servië in de federatie Joegoslavië.
Zijn voorganger was Kolë Shiroka en zijn opvolger Branislav Skembarević.